# Champion Red
Champion Red (チャンピオンRED, Chanpion Reddo) est un magazine de prépublication de mangas mensuel édité par Akita Shoten depuis le 19 août 2002. D'abord magazine shōnen, le magazine a changé de public cible et est devenu un magazine seinen en 2011.
Un magazine dérivé nommé Champion Red Ichigo (チャンピオンREDいちご) parait de façon bimestrielle.

## Séries parues
- Chaotic Rune Es
- Dead Tube
- Domina No Do!
- Desperado
- Gate Runner
- Ichiban Ushiro no Dai Maō
- Linebarrels of Iron
- Lives
- Maho Knight
- Maid Thunder
- MONOkuro
- Ray -The Other Side-
- Saint Seiya, épisode G
- Saint Seiya: Saintia Shō[3]
- Scarface
- Shin Mazinger Zero
- The Qwaser of Stigmata
- VectorCase File
- Gomaden Shutendoji
- Koi Koi Seven
- Chichin Pui!
- Shigurui
- Ray
- Junk: Record of the Last Hero
- Change 123
- Densha otoko
- Witchblade Takeru
- Cat Paradise
- Franken Fran
- Yomeiro Choice
- Grendizer GIGA